# إدارة كارازو
إدارة كارازو (بالإسبانية: Departamento de Carazo) هي إدارة في نيكاراغوا، عاصمتها خينوتيبه، تطل على المحيط الهادئ.

## جغرافيا
تقع الإدارة في غرب نيكاراغوا تبلغ مساحتها 1٬081 كيلومتر مربع.

### الموقع
يحدها الإدارات التالية:
- إدارة ريفاز
- إدارة مسايا
- إدارة غرناطة
- إدارة ماناغوا

## التقسيم الإداري
تنقسم الإدارة إلى 8 بلديات.
| البلدية         | المركز الإداري | المساحة   | السكان (تعداد 2005) |
| --------------- | -------------- | --------- | ------------------- |
| ديريامبا        |                | 348.9 كم٢ | 57،542 نسمة         |
| دولوريس         |                | 2.620 كم٢ | 7661 نسمة           |
| إل روزاريو      |                | 14.08 كم٢ | 5317 نسمة           |
| جينوتيبي        |                | 281 كم٢   | 42،109              |
| لا كونكيستا     |                | 88.38 كم٢ | 3777 نسمة           |
| لاباز دي كارازو |                | 15.51 كم٢ | 4657 نسمة           |
| سان ماركوس      |                | 118.1 كم٢ | 29،019 نسمة         |
| سانتا تيريزا    |                | 213.3 كم٢ | 16،891 نسمة         |

## ديموغرافيا
بلغ عدد سكانها 186٬898 نسمة (في 2012) وتبلغ الكثافة 172.8 نسمة / كم2.[بحاجة لمصدر]

## أعلام
- إميليو بالاسيوس